# Patience Dabany
Patience Marie Josephine Kama Dabany (* 22. Januar 1944 in Brazzaville), geboren als Marie Joséphine Kama, auch bekannt unter dem Namen Josephine Bongo, ist eine gabunische Sängerin. 

## Leben
Dabany ist eine Bateke, Angehörige einer ethnischen Minderheit in Gabun, und war fast dreißig Jahre mit Omar Bongo Onbimba verheiratet, der von 1967 bis 2009 Präsident von Gabun war. Nach ihrer Scheidung machte sie eine erfolgreiche Karriere als Musikerin. Sie ist die Mutter des amtierenden Präsidenten von Gabun, Ali-Ben Bongo Ondimba. Im Dezember 2023 kündigte der Generalstaatsanwalt von Libreville ein Gerichtsverfahren wegen „beleidigender Äußerungen“ an, nachdem Patience Dabany beleidigende Äußerungen gegenüber dem Übergangspräsidenten Brice Oligui Clotaire Nguema gemacht hatte.